# Hjo hamn

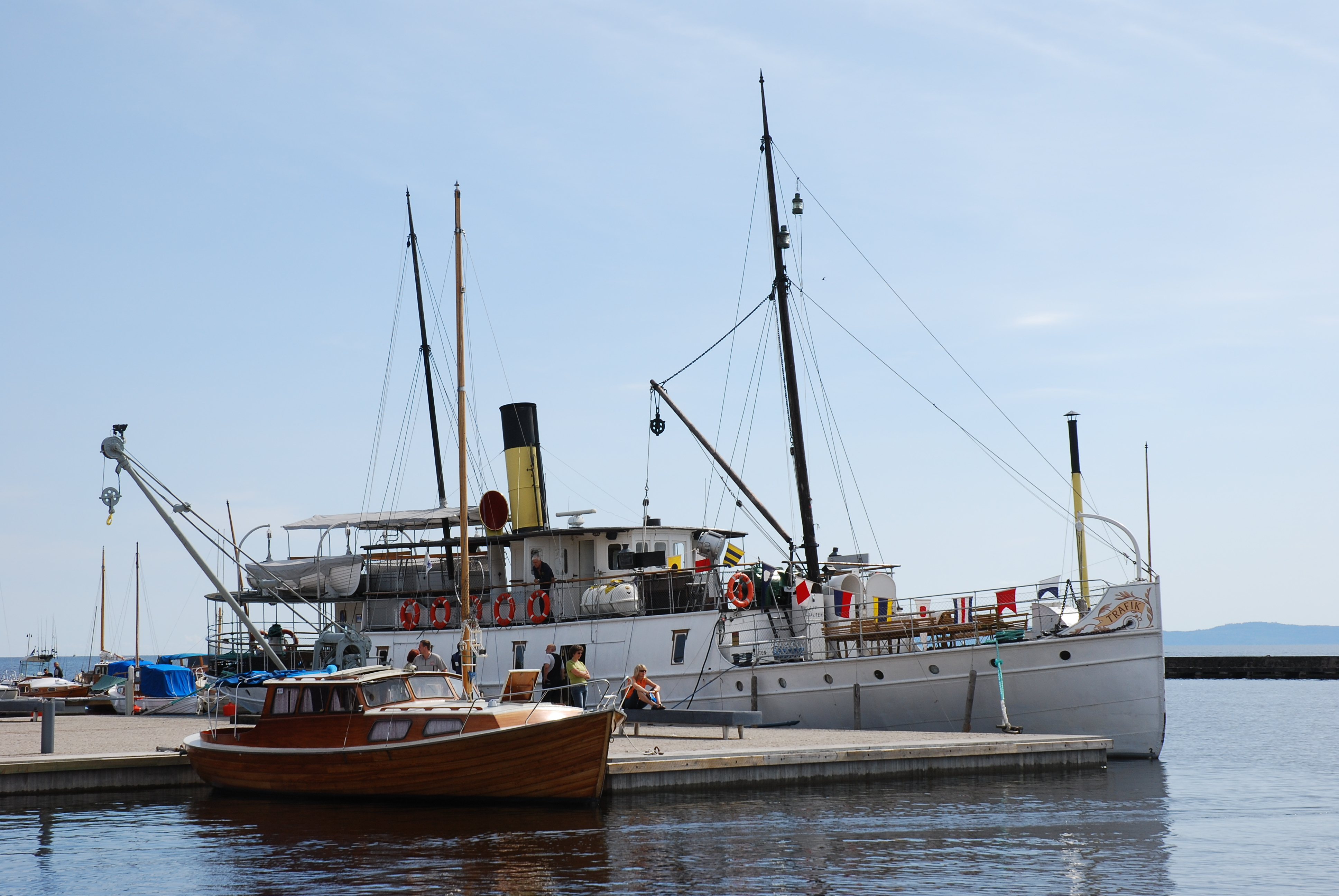
S/S Trafik vid kaj vid den centrala piren i Hjo hamn

Hjo hamn är en hamn i Hjo för yrkesmässig fartygstrafik och för fritidsbåtar. 
En hamn i Hjo har varit väsentlig för trafik över Vättern sedan tidig medeltid, bland annat med trafik mellan Västergötland och Alvastra kloster och Hästholmen i Östergötland. Den medeltida hamnen låg i mynningen av Hjoån i Vättern, strax söder om den nuvarande hamnen. År 1967 hittades en ekstock som bedöms vara en del av den pir vid åmynningen, Hertig Johans brygga, som anlagts av Hertig Johan av Östergötland omkring 1610.
Beslut om att anlägga en ordentlig hamn togs av staden Hjo 1847. Tidigare hade det funnits en enkel tilläggsplats för frakt- och passagerarfartyg, "Krabben", utanför Skolbryggan vid Sjögatans östra ända, medan stadens fiskare höll till på stranden vid Jönköpingsvägen i utkanten av Gamla staden.
Hamnen byggdes 1851–1855 i en symmetrisk form med en central pir, med en yttre rundad vågbrytare utan landkontakt samt en vågbrytare ut från land på ömse sidor om den centrala piren. Den yttre vågbrytaren försågs med ett fyrhus i trä vid båda ändarna, vilka ersattes med fyrhus i betong med AGA-fyrar med acetylengas på 1930-talet.
När Hjo-Stenstorps Järnväg anlades 1873, byggdes ett spår från järnvägsstationsområdet ner till hamnen och ut på den centrala piren. Efter järnvägens nedläggning 1967, behölls en rest av rälsen på piren.
Omedelbart norr om norra vågbrytaren ligger Strandbadet i Hjo, som anlades av Hjo Badanstalt i början av 1910-talet. Under tiden 1882–1913 låg Kallbadhuset i Hjo i hamnen innanför den norra vågbrytaren.
Kulturhistoriskt särskilt intressanta byggnader i hamnen är det tidigare hamnmagasinet och det tidigare hamnkontoret, "Hamnvaktarbostaden", båda troligen från1800-talet.

## Bildgalleri

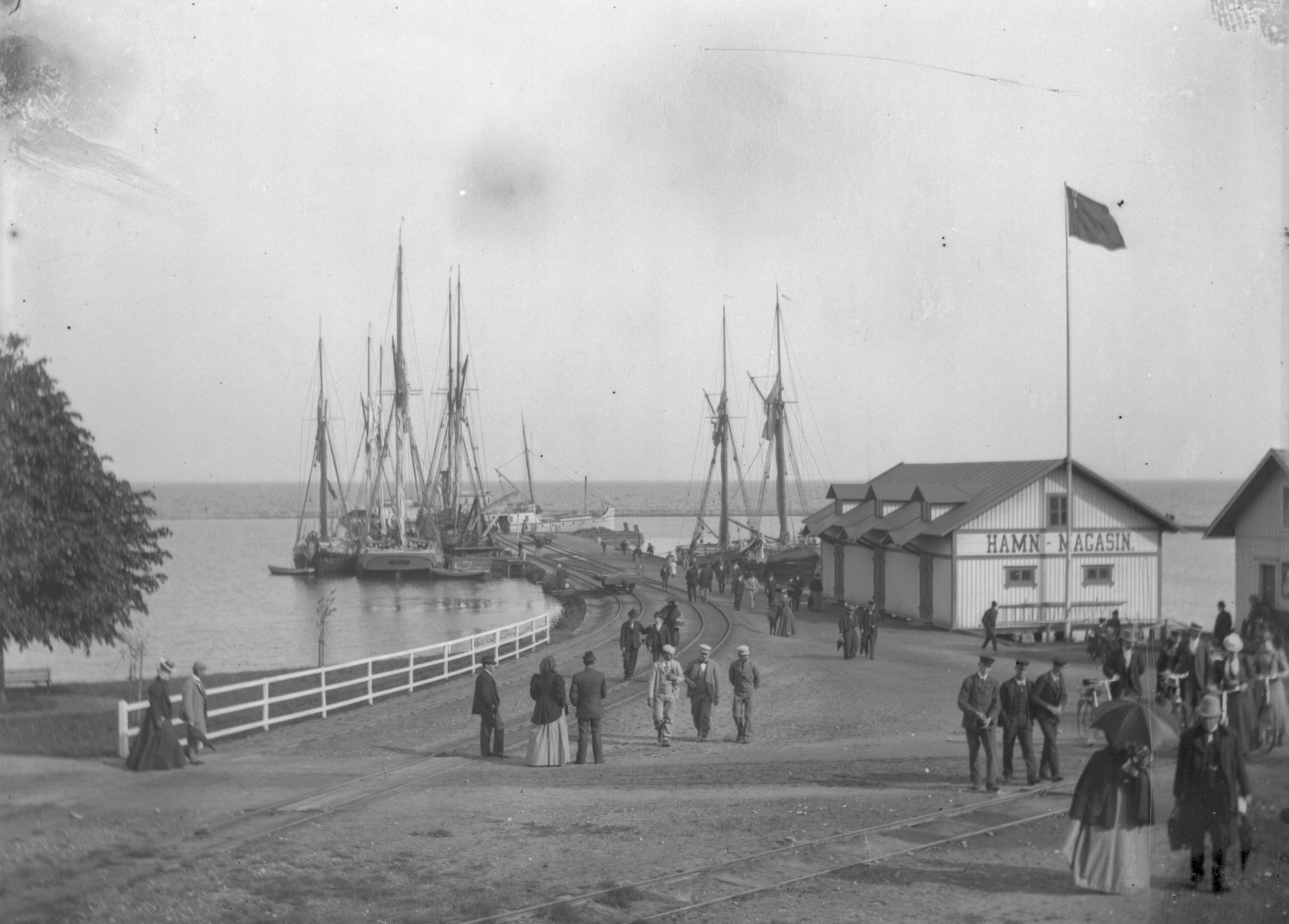
Hjo hamn omkring 1900-1910 sedd från Hjo stadspark
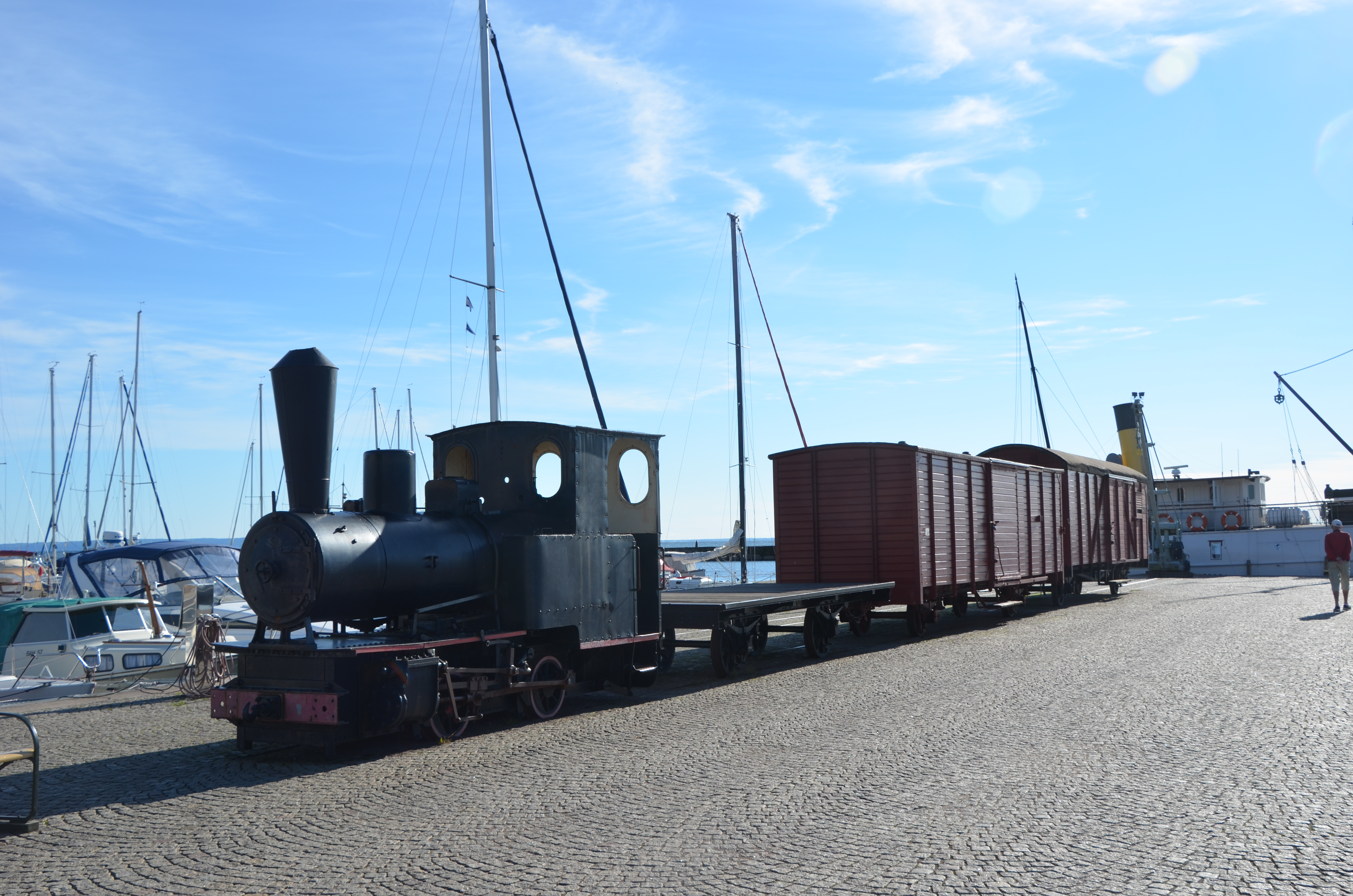
Tåg från nedlagda Hjo-Stenstorps Järnväg på rest av rälsen på den centrala piren. Loket är tillverkat av Orenstein & Koppel
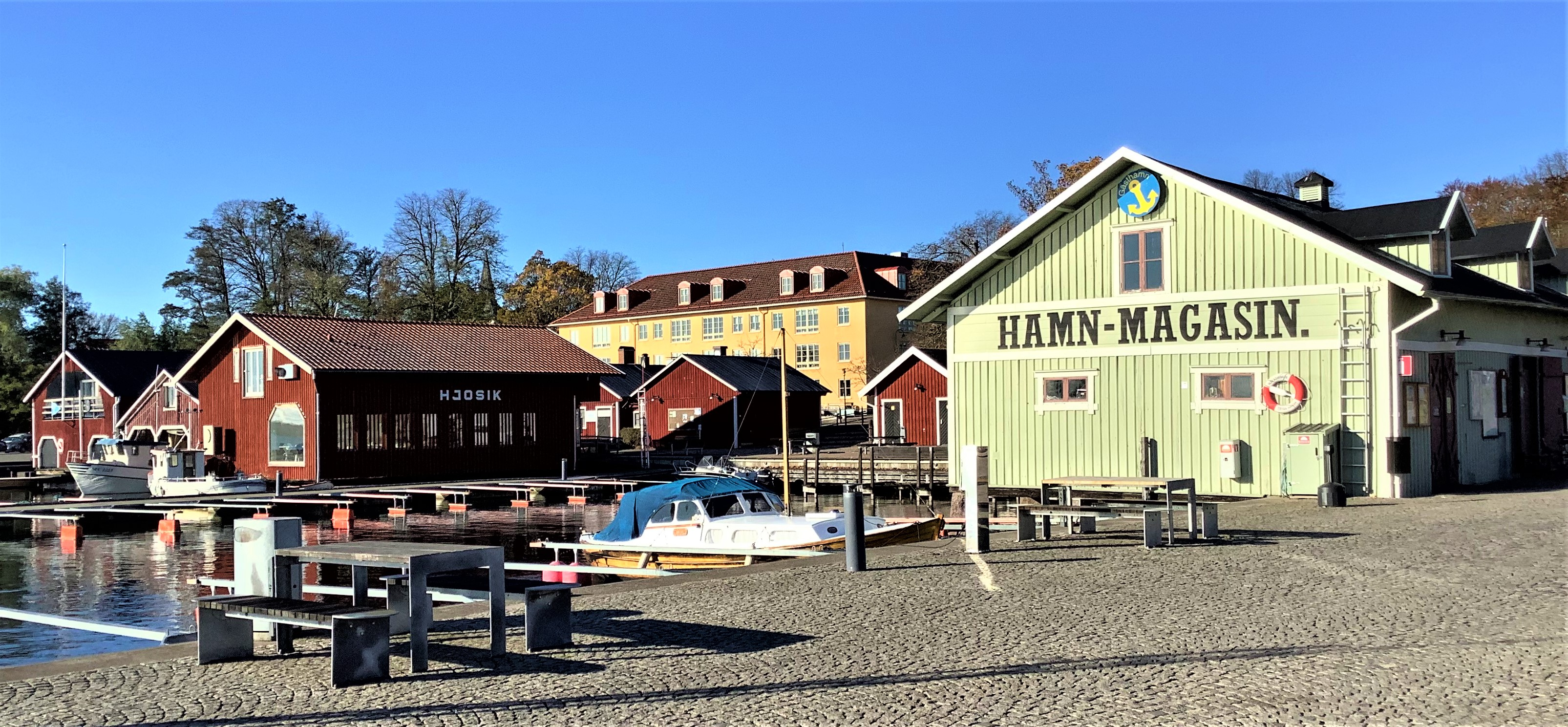
Hjos inre hamn med bland annat Hamnmagasinet. Längst till vänster Hjo Segellsällskapets båthus, i fonden kvarteret "Vågen" enligt Birger Jonsons ritningar.
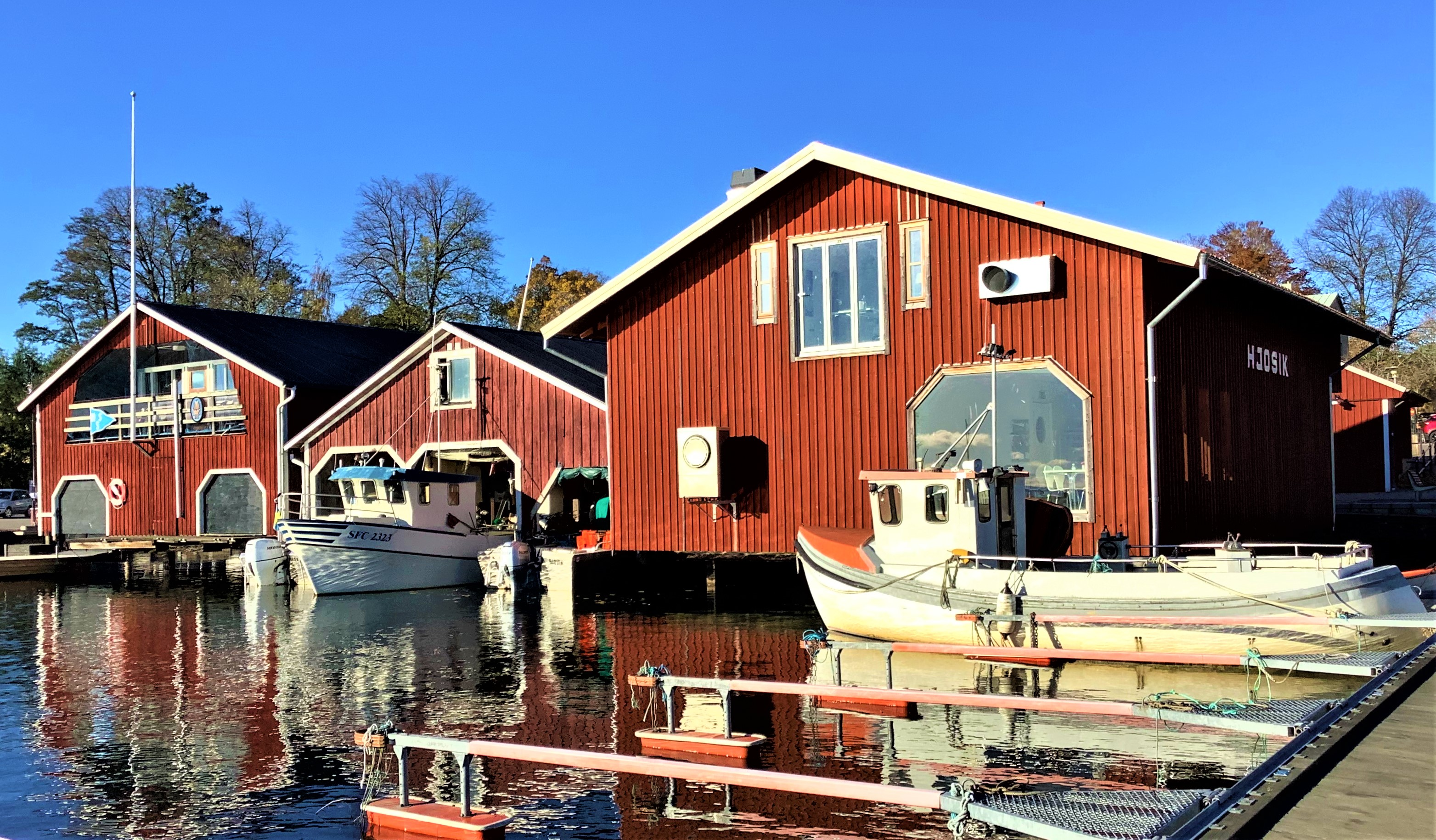
Fiskebåtar i Hjo hamn.
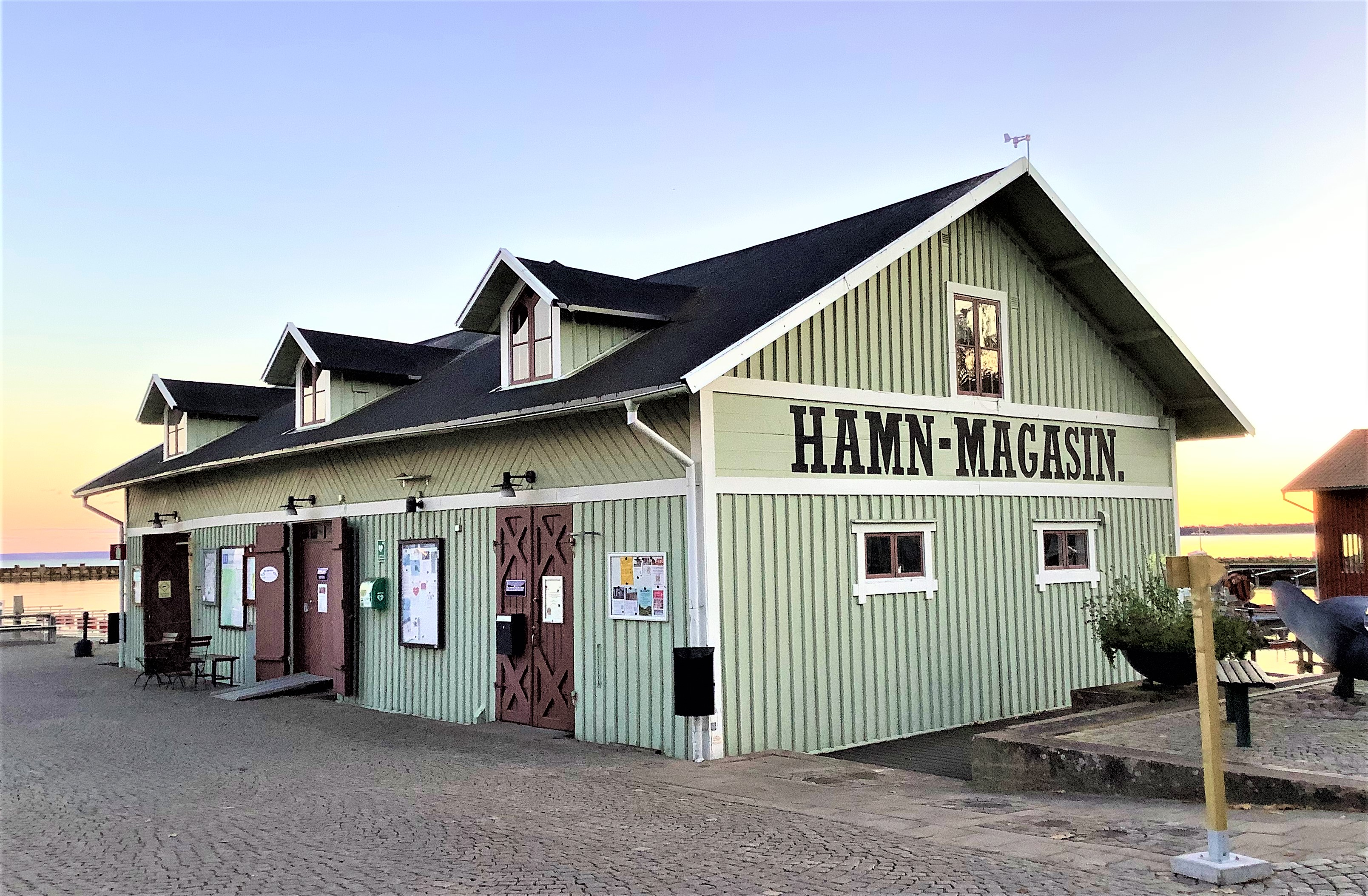
Hamnmagasinet från nordväst.
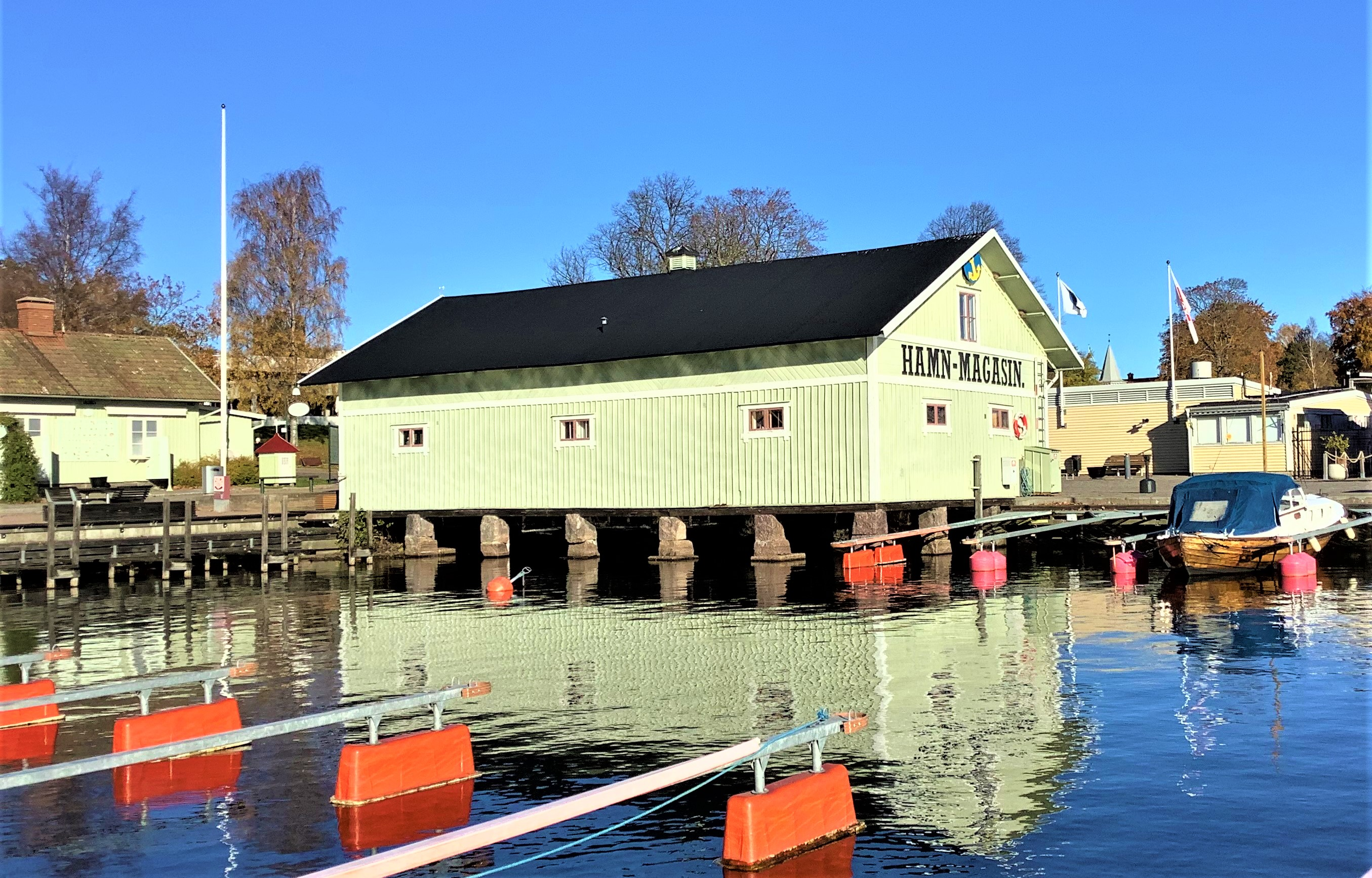
Hamnmagasinet från sydost, till vänster skymtar Hamnkontoret.
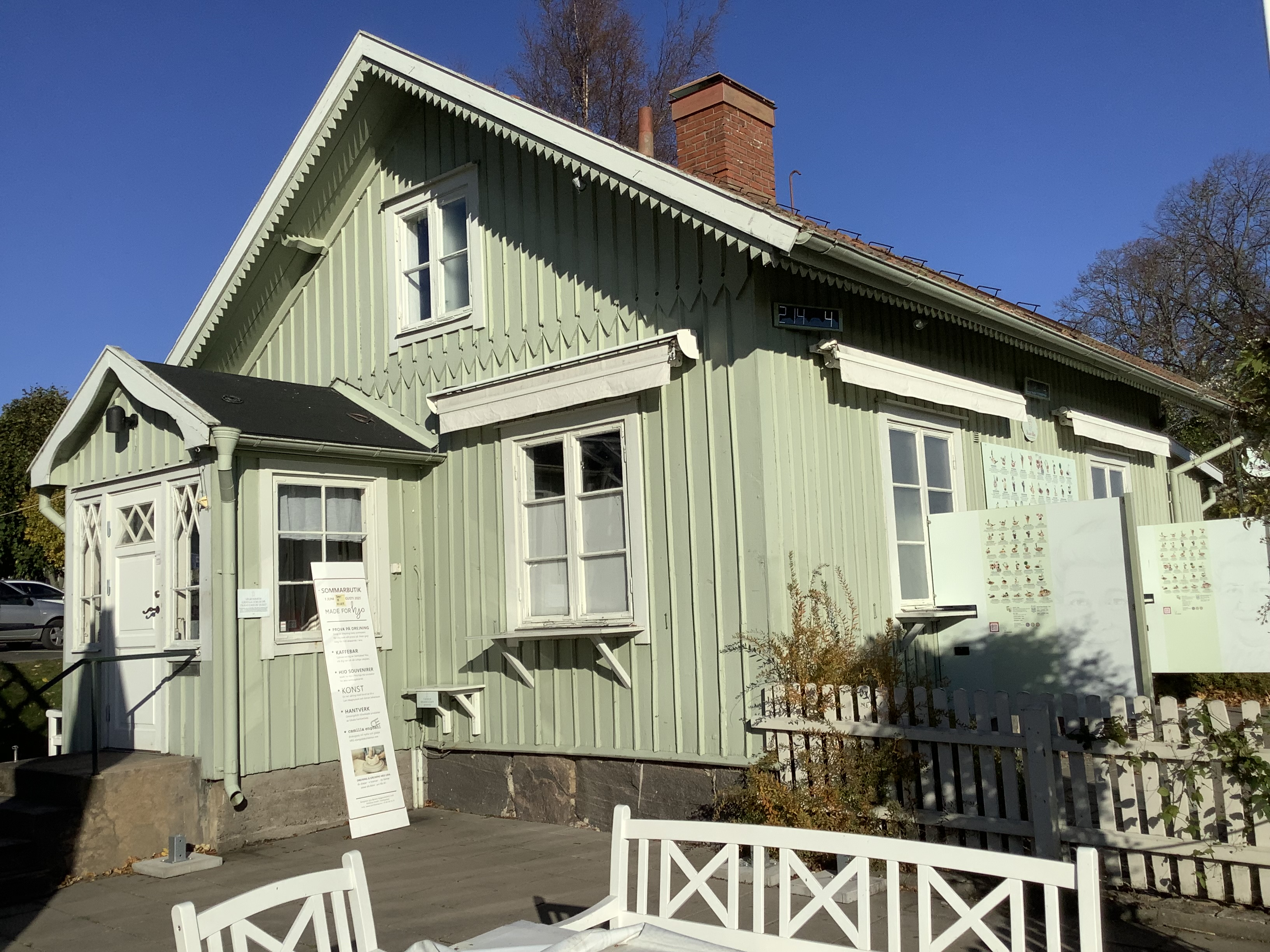
Hamnkontoret från sydost.
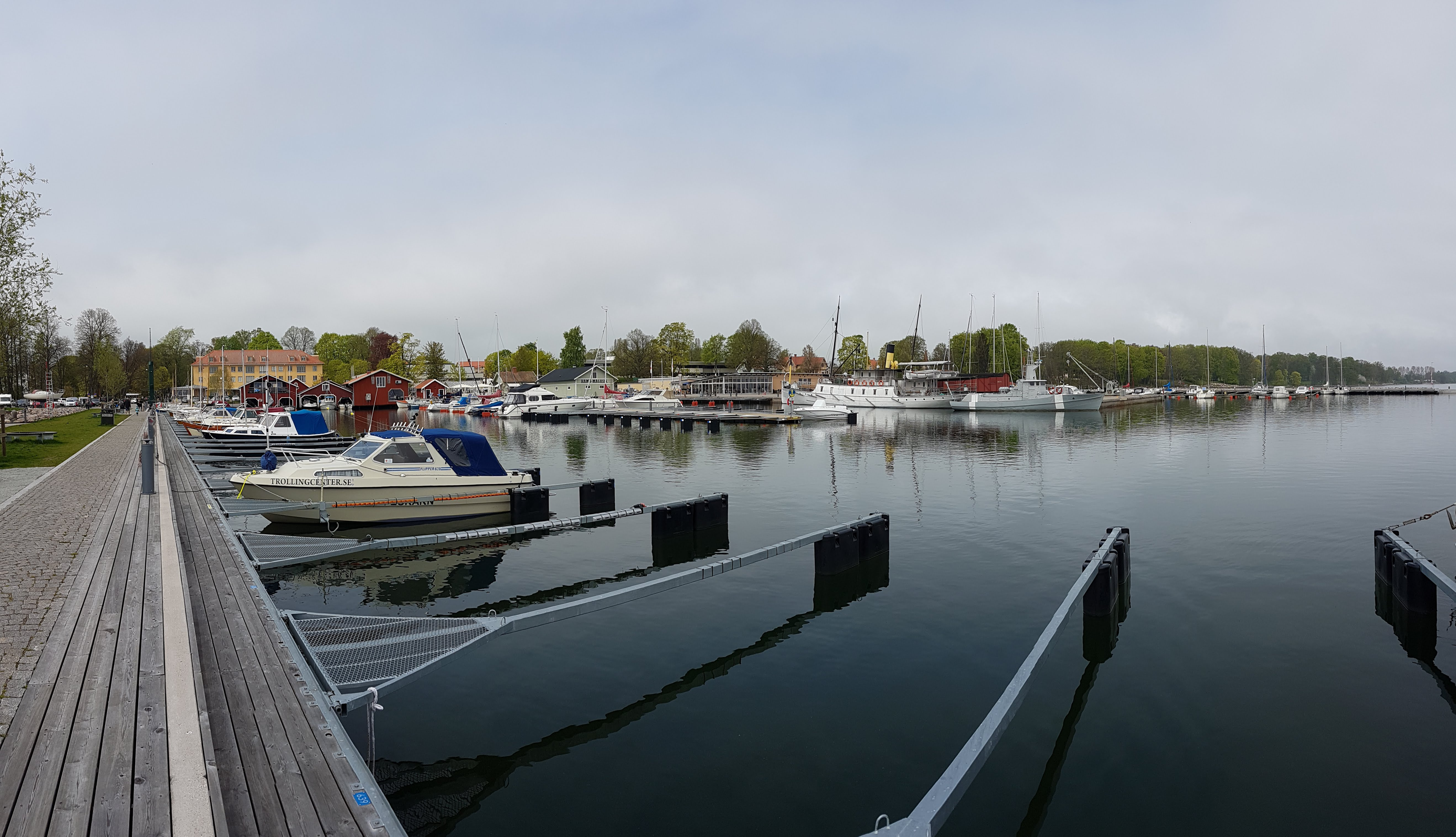
Hjo hamn från södra vågbrytaren
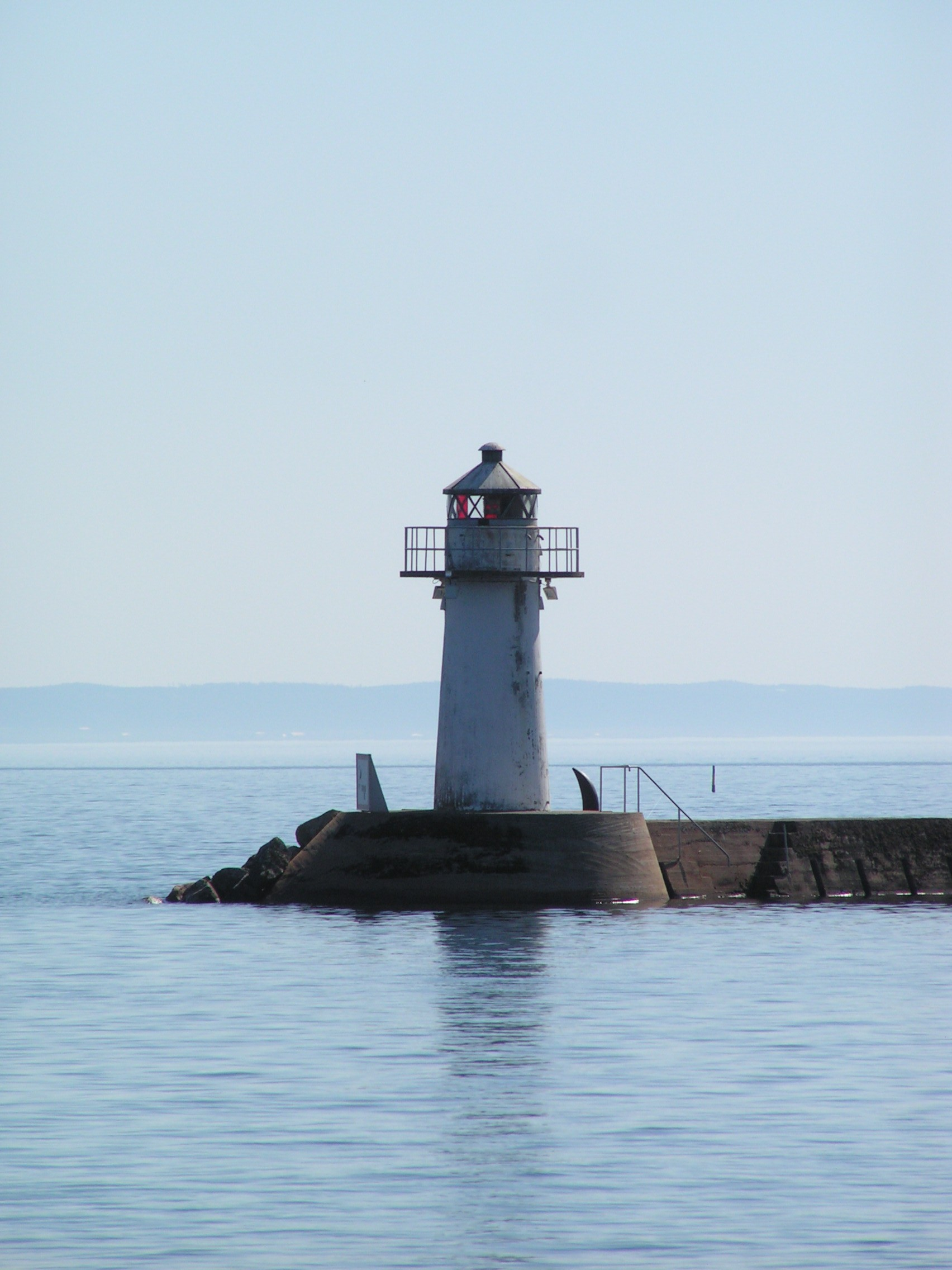
Norra hamnfyren
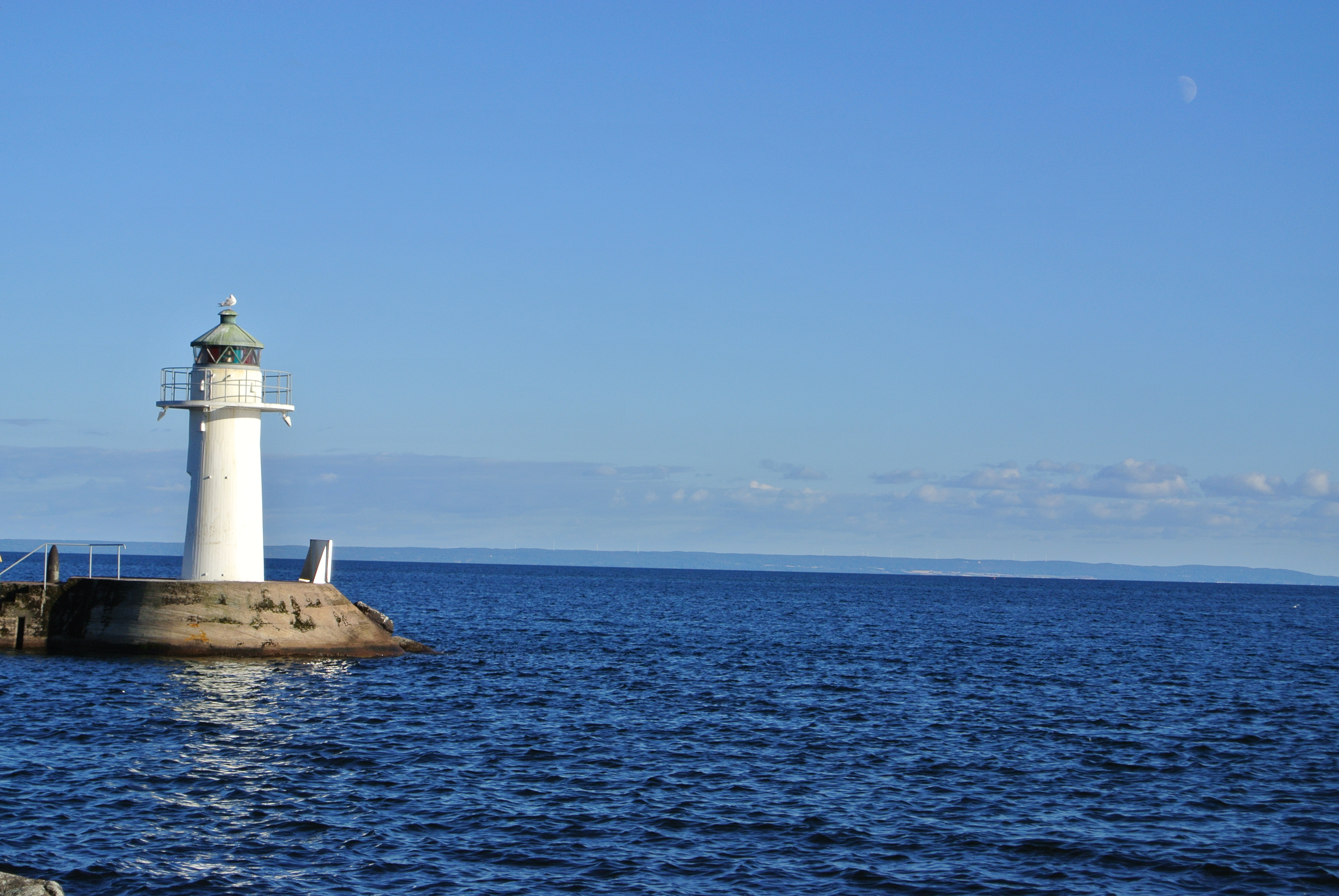
Södra hamnfyren med östra Vätterkusten i Östergötland i fonden